# Phacelia artemisioides
Phacelia artemisioides là loài thực vật có hoa trong họ Mồ hôi. Loài này được Griseb. miêu tả khoa học đầu tiên năm 1874.